# ヘント6日間レース
ヘント6日間レース（ヘントむいかかんレース、蘭表記:Zesdaagse van Vlaanderen-Gent）は例年11月中旬ないし下旬、ベルギーのヘントにある、ヘント・キュイプケ自転車競技場（周長167m）で開催されている、トラックレースの6日間レース。

## 概要
1922年に創設。第二次世界大戦中など、一部の年を除いてほぼ毎年開催されており、ベルリン6日間レースと並んで6日間レースでは伝統と格式の高いレースと知られ、また6日間レースの中ではベルリン、ロッテルダム6日間レースと並んで人気の高いレースである。現在、6日間レース通算88勝を挙げた、パトリック・セルキュが大会運営責任者となって開催が行われている。
また、1965年にエディ・メルクスが、上述のセルキュと組んで6日間レースを初めて制したのが当レースである。
一方、2006年に開催されたレースでは、ホアン・リャネラスとペアを組んでいたイサーク・ガルベスが競走中に事故死したことを受け、途中でレースそのものが打ち切られたことでも知られるレースである。

## 歴代優勝ペア
| 1922       | マルセル・ビュイス(w:Marcel Buysse)                              | オスカル・エッグ (w:Oscar Egg)                                   |
| 1923       | ルシアン・ビュイス(w:Lucien Buysse)                              | ヴィクトル・スタンダールト                                       |
| 1924       | アロワ・ペルサイン                                               | ジュール・フェルスヘルデン                                       |
| 1925       | セザール・デバーツ                                               | ジュール・ファンヘヴェル                                         |
| 1926       | セザール・デバーツ                                               | エミール・トレムベーク                                           |
| 1927       | マウリス・デウォルフ                                             | イレール・ヘレバウト                                             |
| 1936       | カミル・ド・キュイスシェ                                         | アルベール・ビイエ                                               |
| 1937       | フランス・スラーツ                                               | ケース・ペレナールス                                             |
| 1947       | ヘリット・スヒュルト                                             | ヘリット・ブイエン                                               |
| 1948       | アシエル・ブリュネール                                           | カミル・ド・キュイスシェ                                         |
| 1949       | ヘリット・スヒュルト                                             | ヘリット・ブイエン                                               |
| 1950       | ヘリット・スヒュルト                                             | ヘラルト・ペータース                                             |
| 1951       | ルネ・アドリアーンセンス                                         | アルベール・ブリュイラント                                       |
| 1952       | ヴァルター・ビュシャー                                           | アルミン・フォン・ビューレン                                     |
| 1953       | アシエル・ブリュネール                                           | アルセーヌ・ライカールト                                         |
| 1954       | リック・ファンステーンベルヘン                                   | スタン・オケルス                                                 |
| 1955 (Feb) | ルシアン・ジイアン                                               | フェルナンド・テッルーツィ                                       |
| 1955 (Nov) | リック・ファンステーンベルヘン                                   | エミエル・セヴェレインス                                         |
| 1956       | レジナルド・アーノルド                                           | フェルナンド・テッルーツィ                                       |
| 1957       | リック・ファンステーンベルヘン                                   | フレッド・デブリュイヌ                                           |
| 1958       | リック・ファンステーンベルヘン                                   | リック・ファン・ローイ                                           |
| 1959       | リック・ファンステーンベルヘン                                   | フレッド・デブリュイヌ                                           |
| 1960       | リック・ファン・ローイ                                           | ペーター・ポスト                                                 |
| 1961       | リック・ファン・ローイ                                           | ペーター・ポスト                                                 |
| 1965       | パトリック・セルキュ                                             | エディ・メルクス                                                 |
| 1966       | ペーター・ポスト                                                 | フリッツ・フェニンガー                                           |
| 1967       | パトリック・セルキュ                                             | エディ・メルクス                                                 |
| 1968       | ペーター・ポスト                                                 | レオ・デュインダム                                               |
| 1969       | ルディ・アルティヒ                                               | ジーギ・レンツ                                                   |
| 1970       | パトリック・セルキュ                                             | ジャンピエール・モンセレ                                         |
| 1971       | パトリック・セルキュ                                             | ロジェ・デフラミンク                                             |
| 1972       | パトリック・セルキュ                                             | ジュリアン・ステヴェンス                                         |
| 1973       | パトリック・セルキュ                                             | グレーム・ギルモア                                               |
| 1974       | グレーム・ギルモア                                               | ジュリアン・ステヴェンス                                         |
| 1975       | パトリック・セルキュ                                             | エディ・メルクス                                                 |
| 1976       | ダニー・クラーク                                                 | ドナルド・アラン                                                 |
| 1977       | パトリック・セルキュ                                             | エディ・メルクス                                                 |
| 1978       | パトリック・セルキュ                                             | ヘリー・クネトマン                                               |
| 1979       | ダニー・クラーク                                                 | ドナルド・アラン                                                 |
| 1980       | パトリック・セルキュ                                             | アルベルト・フリッツ                                             |
| 1981       | パトリック・セルキュ                                             | ゲルト・フランク                                                 |
| 1982       | ダニー・クラーク                                                 | ドナルド・アラン                                                 |
| 1983       | レネ・パイネン                                                   | エティアンヌ・デ・ウィルデ                                       |
| 1984       | ゲルト・フランク                                                 | ハンス・ヘンリック・エルステッド                                 |
| 1985       | スタン・トゥルネ                                                 | エティアンヌ・デ・ウィルデ                                       |
| 1986       | ダニー・クラーク                                                 | Tony Doyle                                                       |
| 1987       | ダニー・クラーク                                                 | エティアンヌ・デ・ウィルデ                                       |
| 1988       | ウース・フローラー                                               | ロマン・ヘルマン                                                 |
| 1989       | エティアンヌ・デウィルデ                                         | スタン・トゥルネ                                                 |
| 1990       | ダニー・クラーク                                                 | ローラント・ギュンター                                           |
| 1991       | エティアンヌ・デウィルデ                                         | トニー・ドイル                                                   |
| 1992       | エティアンヌ・デウィルデ                                         | イェンス・ウェゲルビュー                                         |
| 1993       | ブルーノ・リシ                                                   | クルト・ベチャルト                                               |
| 1994       | ダニー・クラーク                                                 | エティアンヌ・デウィルデ                                         |
| 1995       | エティアンヌ・デウィルデ                                         | アンドレアス・カペス                                             |
| 1996       | ブルーノ・リシ                                                   | クルト・ベチャルト                                               |
| 1997       | エティアンヌ・デ・ウィルデ                                       | マシュー・ギルモア                                               |
| 1998       | シルヴィオ・マルティネッロ                                       | マルコ・ヴィッラ                                                 |
| 1999       | イーミ・マードセン                                               | スコット・マグローリー                                           |
| 2000       | マシュー・ギルモア                                               | シルヴィオ・マルティネッロ                                       |
| 2001       | マシュー・ギルモア                                               | スコット・マグローリー                                           |
| 2002       | ブルーノ・リシ                                                   | クルト・ベチャルト                                               |
| 2003       | マシュー・ギルモア                                               | ブラッドリー・ウィギンス                                         |
| 2004       | ロベルト・スリペンス                                             | ダニー・スタム                                                   |
| 2005       | マシュー・ギルモア                                               | イルヨ・カイセ                                                   |
| 2006       | レース途中打ち切り（イサーク・ガルベスが事故死したことを受けて） | レース途中打ち切り（イサーク・ガルベスが事故死したことを受けて） |
| 2007       | イルヨ・カイセ                                                   | ロベルト・バルトコ                                               |
| 2008       | イルヨ・カイセ                                                   | ロベルト・バルトコ                                               |
| 2009       | アレックス・ラスムセン                                           | ミカエル・メルケフ                                               |
| 2010       | イルヨ・カイセ                                                   | ペーター・スヘプ                                                 |
| 2011       | ケニー・デ・ケテル                                               | ロベルト・バルトコ                                               |
| 2012       | イルヨ・カイセ                                                   | グレン・オシェイ                                                 |
| 2013       | ヤスパー・デ・ビュイスト                                         | ライフ・ランパター                                               |
| 2014       | ヤスパー・デ・ビュイスト                                         | ケニー・デ・ケテル                                               |
| 2015       | イルヨ・カイセ                                                   | ミカエル・メルケフ                                               |
| 2016       | マーク・カヴェンディッシュ                                       | ブラッドリー・ウィギンス                                         |
| 2017       | ケニー・デ・ケテル                                               | モレノ・デ・ポー                                                 |
| 2018       | イルヨ・カイセ                                                   | エリア・ヴィヴィアーニ                                           |
| 2019       | ケニー・デ・ケテル                                               | ロッベ・ヒス                                                     |